# Toski
Toski (albanski: toskët), južna grana Albanaca koji tradicionalno žive južno od rijeke Shkumbin u Albaniji, i manjim dijelom na području susjedne Grčke (10,000; 2002 Nicholas), selo Lehovo. Toski se od sjevernih Gega razlikuju po drugačijem dijalektu na kojem se temelji službeni albanski jezik, te nepostojanjem plemenskih zajednica, koje su se kod Gega očuvale i u 20. stoljeću. Toskijski od 1952. postaje službeni jezik Albanije. Populacija im iznosi oko 3.000,000. Ima ih znatan dio iseljenih u Belgiji, Njemačkoj, Švedskoj, europski dio Turske i SAD. Tradicionalno žive od stočarstva i ratarstva. Njihove iseljene grupe poznate su i Grčkoj kao Arvaniti (oko 300 sela) koji sebe danas smatraju Grcima i u Italiji Arbëreshë, zbog duge izoliranosti, kulturno dosta različiti.

## Vanjske poveznice
- Albanian, Tosk of Albania